# Naissance en 1209
Naissance
- 1205
- 1206
- 1207
- 1208
- 1209
- 1210
- 1211
- 1212
- 1213

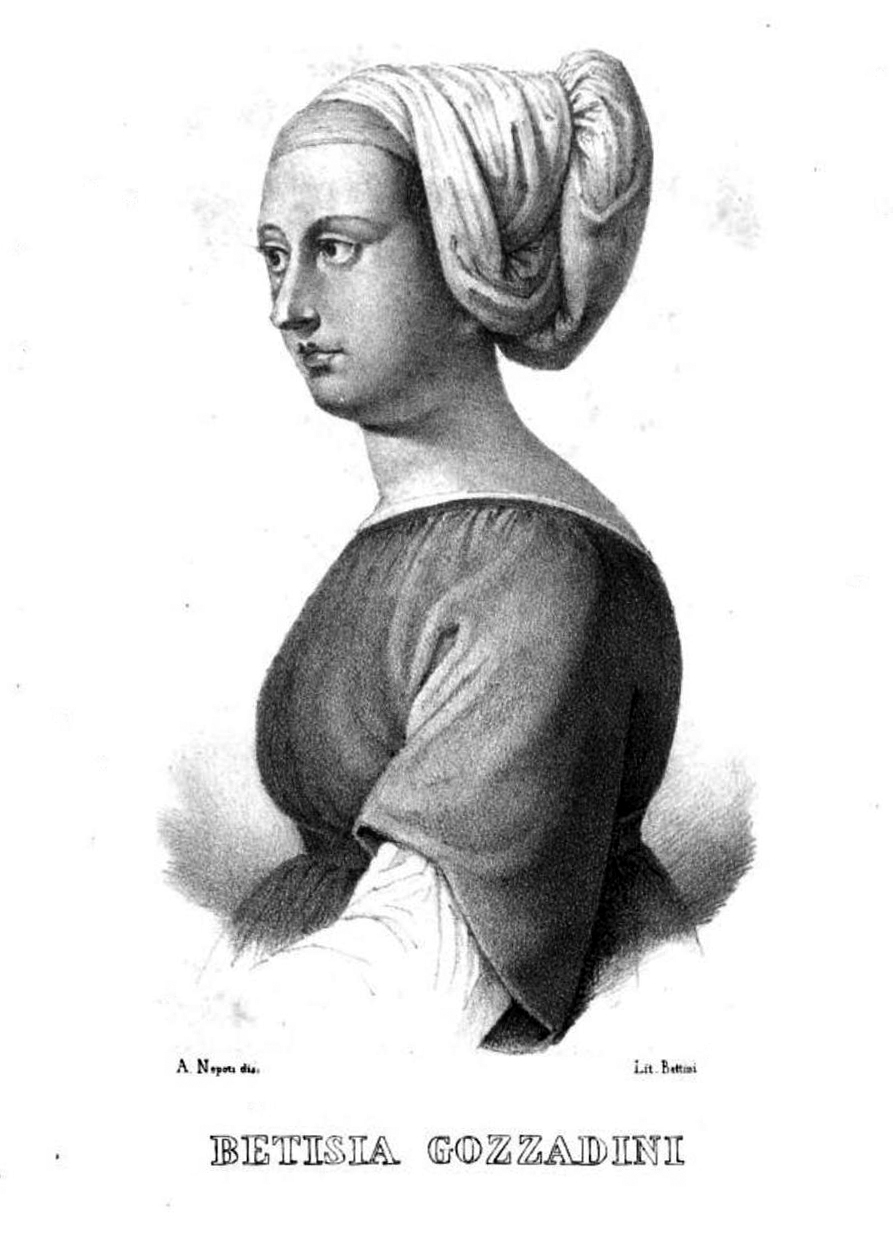
Lithographie de Bettisia Gozzadini, née en 1209 à Bologne.

Cette page dresse une liste de personnalités nées au cours de l'année 1209 :
- Alice de Savoie, noble de Savoie et abbesse de l'Abbaye de Saint-Pierre-les-Nonnains de Lyon.
- Alix de Méranie, comtesse de Bourgogne.
- Bettisia Gozzadini, première femme professeur de droit de l’Université de Bologne.
- Célestin V, 192e pape de l'Église catholique.
- Fujiwara no Shunshi, impératrice consort du Japon.
- Haci Bektas Veli, Considéré comme un saint homme et un mystique philosophe de l'alévisme et du bektachisme.
- Princesse Kuniko, impératrice consort du Japon.
- Möngke, khagan (khan suprême) des Mongols.
- Premysl Ier de Moravie, margrave de Moravie.

## Crédit d'auteurs
- Cet article est partiellement ou en totalité issu de l'article intitulé « 1209 » (voir la liste des auteurs).